# Bibracte
Koordinaten: 46° 55′ 40″ N, 4° 2′ 15″ O

Plan des Oppidums

Bibracte war die Hauptstadt des gallischen Stammes der Haeduer (Aedui) vom Ende des zweiten Jahrhunderts v. Chr. bis zum Ende des ersten Jahrhunderts v. Chr. 58 v. Chr. war Bibracte Schauplatz der Schlacht bei Bibracte.
Das Oppidum war das Machtzentrum der haeduischen Aristokratie und außerdem ein bedeutender Platz für Handwerk und Handel: Minen, Schmieden und Münzprägestätten drängten sich auf einer Fläche von 135 Hektar.
Der Ort liegt in der Gemeinde Saint-Léger-sous-Beuvray (Département Saône-et-Loire) im Morvan auf dem Gipfel des Mont Beuvray, im Einzugsgebiet der Flüsse Saône, Yonne, Seine und Loire. Der Mont Beuvray (822 m) besteht aus drei Gipfeln: Theurot de la Wivre, Theurot de la Roche und dem höchsten Punkt Porrey. Am Fuße des einstmals befestigten Oppidums informiert ein Museum über die keltische Zivilisation und über das Leben in dieser Stadt mit fünf- bis zehntausend Einwohnern.

## Etymologie

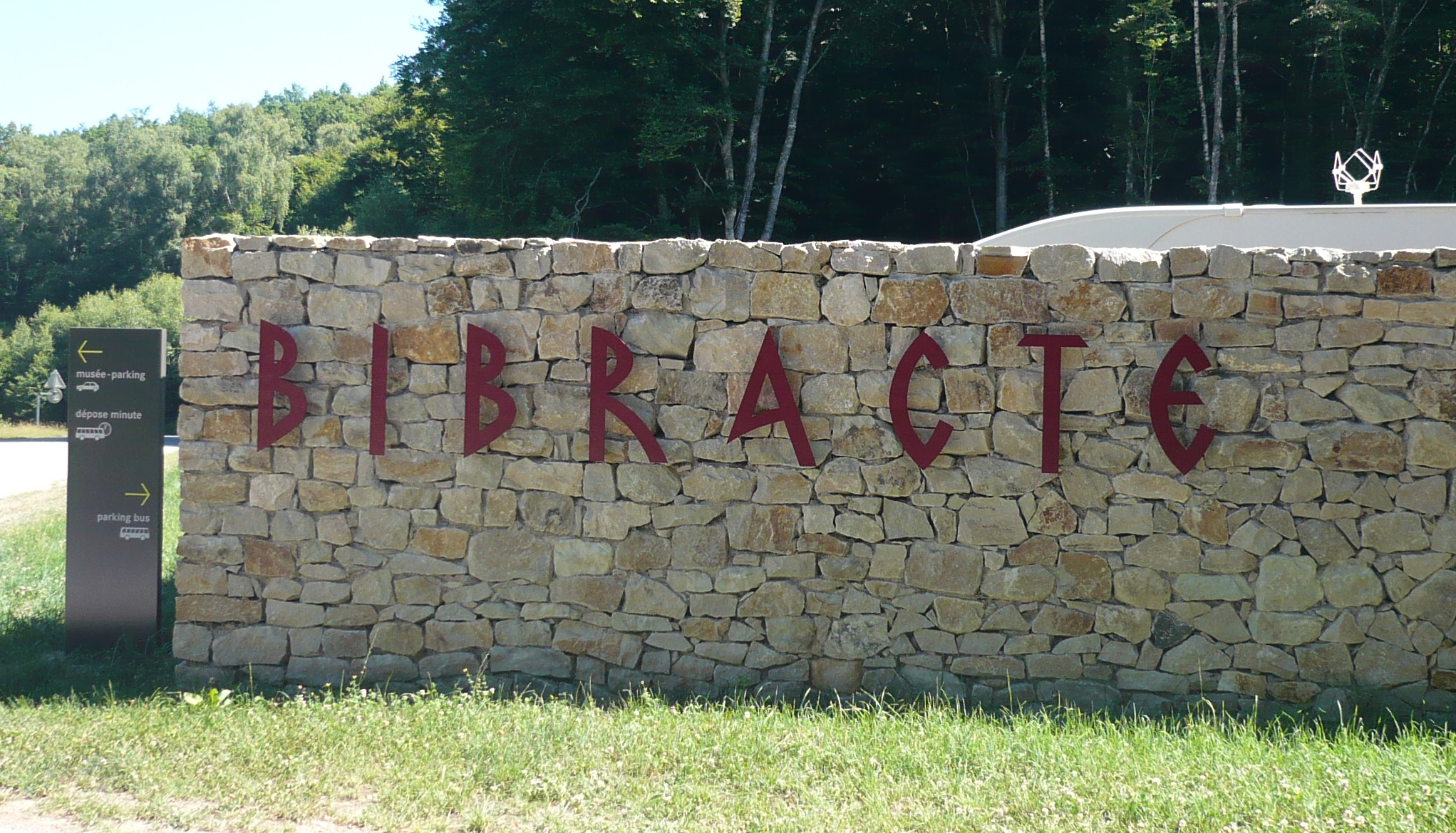
Bibracte

Über den Ursprung des Wortes Bibracte kann nur spekuliert werden. Es kann aus dem keltischen *bibro- oder *bebro- (deutsch: Biber) mit dem Suffix -akti „mehrere“ (irisch, kymrisch -aktā) abgeleitet werden oder aus dem lateinischen biffractus (doppelt befestigt). Die letzte Version ist unsicher. Zwar wurde entdeckt, dass Bibracte von zwei Festungsmauern umgeben war; Messungen ergaben jedoch, dass die äußere Mauer älter ist als die innere, für deren Bau sicher Steine des alten Bauwerks wiederverwendet wurden. Es ist somit nicht gesichert, dass Bibracte zwei Mauern gleichzeitig hatte. Ferner entspricht diese Phonetik nicht dem Ortsnamen Beuvray: Da der lateinische Doppelkonsonant /fr/ im Französischen erhalten wurde, sollte das lateinische Wort «Beffray» ergeben haben. Der französische Doppelkonsonant /vr/ wurde mit hoher Wahrscheinlichkeit von /br/ oder /pr/ abgeleitet.
Ein anderer Erklärungsansatz sind drei Inschriften, die der Göttin Bibracte gewidmet sind. Sie wurden im 17. Jahrhundert in Autun gefunden. Zwei in Stein gehauene Inschriften sind verschwunden; bei der dritten, einer Gravur auf einem Medaillon aus Messing, wird die Echtheit bezweifelt. Tatsächlich könnten die früheren Streitereien über die Lokalisation von Bibracte bestimmte Gelehrte dieser Epoche dazu verführt haben, Fälschungen anzufertigen, um den Standort des haeduischen Oppidums in der Stadt Autun (das frühere Augustodunum) zu beweisen. Tatsächlich war diese Stadt im ersten Jahrhundert Hauptstadt der Haeduer.

## Die Entdeckung von Bibracte

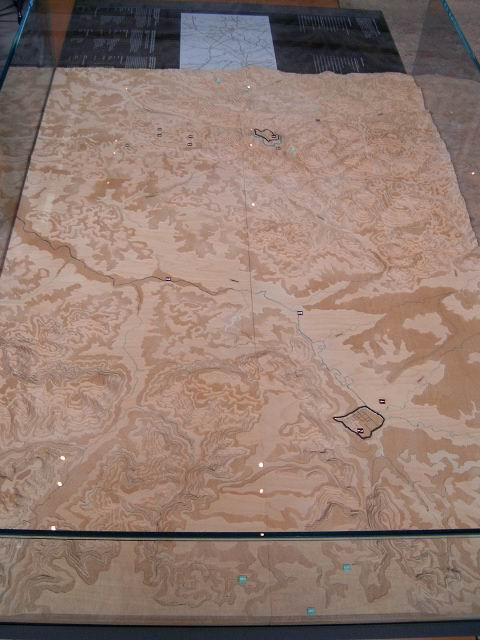
Hinten Bibracte, im Vordergrund Autun

Die erste historische Erwähnung Bibractes befindet sich in Caesars Kommentaren über den Gallischen Krieg im Jahr 58 v. Chr.; nach seinem Sieg über die Helvetier empfing Gaius Iulius Caesar in Bibracte die Führer der gallischen Stämme, die ihn – nach seinen Aussagen – baten, gegen Ariovist vorzugehen.
Ein weiteres Mal schrieb Caesar im Jahr 52 v. Chr. über Bibracte: Im Juni hatte sich der Anführer des Aufstands gegen Caesar, Vercingetorix, auf Wunsch der Haeduer nach Bibracte begeben, um „sich mit ihnen über die Kriegsführung zu verständigen“. Dieser Satz macht deutlich, dass die Haeduer, nachdem sie dem allgemeinen Aufstand beigetreten waren, die Führung übernehmen wollten. Aber die Krieger entschieden sich für Vercingetorix, der in Bibracte in seiner Befehlsgewalt bestätigt wurde. Caesar kam 52 v. Chr. nach seinem Sieg in Alesia nach Bibracte, um dort sein Winterquartier aufzuschlagen.
Später wurde Bibracte nicht mehr erwähnt. Zur Zeit des Kaisers Augustus sprechen Inschriften davon, dass die Hauptstadt der Haeduer den Namen Augustodunum („Festung des Augustus“) erhielt, der Ursprung des Namens des heutigen Autun.
Vom 16. Jahrhundert an entstand unter Wissenschaftlern, Aristokraten und Geistlichen Interesse an der Vergangenheit ihrer Heimat, das zu der Frage führte, wo Bibracte lag. Zwei Thesen standen sich gegenüber. Die eine wollte Bibracte in Autun lokalisieren, der späteren gallo-römischen Stadt. Die andere siedelte die Stadt an den Abhängen von Beuvrect oder Bevrect an, dem heutigen Mont Beuvray. Diese These stützte sich hauptsächlich auf drei Argumente: Zunächst gibt es eine Verwandtschaft zwischen den Namen Bibracte und Beuvrect. Außerdem berief sich diese These auf eine Tradition, die von mittelalterlichen Chroniken überliefert wurde und die die Stadt in Beuvrect lokalisierten. Die Tradition wurde bestätigt durch eine jährliche Messe am ersten Mittwoch, Donnerstag und Freitag des Monats Mai, über die bereits in Texten des 13. Jahrhunderts berichtet wird. Weiterhin führten die Entdeckungen von Töpferwaren, Münzen und die Beobachtungen des Pfarrers von Saint-Léger-sous-Beuvray im Jahr 1725 in diese Richtung.
Die These bezüglich Autun erhielt zu Beginn jedoch die meiste Zustimmung. Man musste die Recherchen des Jacques Gabriel Bulliot im 19. Jahrhundert abwarten, bis das Pendel zugunsten des Mont Beuvray umschlug. Ab 1851 forschte Bulliot auf dem Mont Beuvray. Auf dem Gipfel von Beuvray, in der Nähe der Kapelle Saint Martin, entdeckte er etwas, wovon er glaubte, es sei der Wall eines Römerlagers (in Wahrheit war es ein Kultplatz). Er dokumentierte es und erwog – entgegen der einstimmigen Meinung der Société éduenne – Bibracte auf dem Beuvray zu lokalisieren und nicht in Autun. Die Veröffentlichung seines Essai sur le système défensif des Romains dans le pays éduen entre la Saône et la Loire (Aufsatz über das Verteidigungssystem der Römer im Land der Haeduer zwischen Saône und Loire) brachte ihm nur ein müdes Lächeln von den Mitgliedern der Société d’archéologie ein.
Das Interesse des Kaisers Napoléon III. an den Schlachten des Gallischen Krieges beschleunigte die Forschung. Bulliot erhielt Besuch von einem Offizier mit Namen Stoffel, der vom Kaiser beauftragt worden war, Ausgrabungen über den Sieg der Römer gegen die Helvetier durchzuführen. Bulliot teilte ihm seine Meinung über die Lokalisation von Bibracte mit. Der Offizier schenkte ihm wenig Aufmerksamkeit, aber er gab einem anderen Mitglied der Société éduenne, Xavier Garenne, den Auftrag, auf dem Beuvray Probegrabungen durchzuführen. Gleichzeitig stellte der Eigentümer des Grundstücks, der Vicomte von Aboville, seine eigenen Recherchen an und zeigte sie dem Erzbischof von Reims, der ebenfalls Mitglied der Société éduenne und ein Freund von Bulliot war. Die Ausgrabungen erweckten das Interesse des Erzbischofs so sehr, dass er dem Kaiser davon berichtete. 1867 beauftragte Napoléon III. Bulliot mit Forschungen auf dem Beuvray und bewilligte ihm die dafür nötigen Mittel.
Bulliot (1817–1902) grub ab dem Jahr 1867 auf dem Berg und beseitigte alle Zweifel über die Lokalisierung von Bibracte. Sein Neffe Joseph Déchelette führte die Arbeiten bis 1907 fort und verglich Bibracte mit anderen europäischen Orten wie Stradonice in Böhmen, Manching in Deutschland und Velem-Szentvid in Ungarn, die seiner Meinung nach die Einheit der keltischen Welt und der Oppida-Zivilisation zeigen.

## Die Geschichte des Oppidums

### Chronologie der Besiedlung von Beuvray

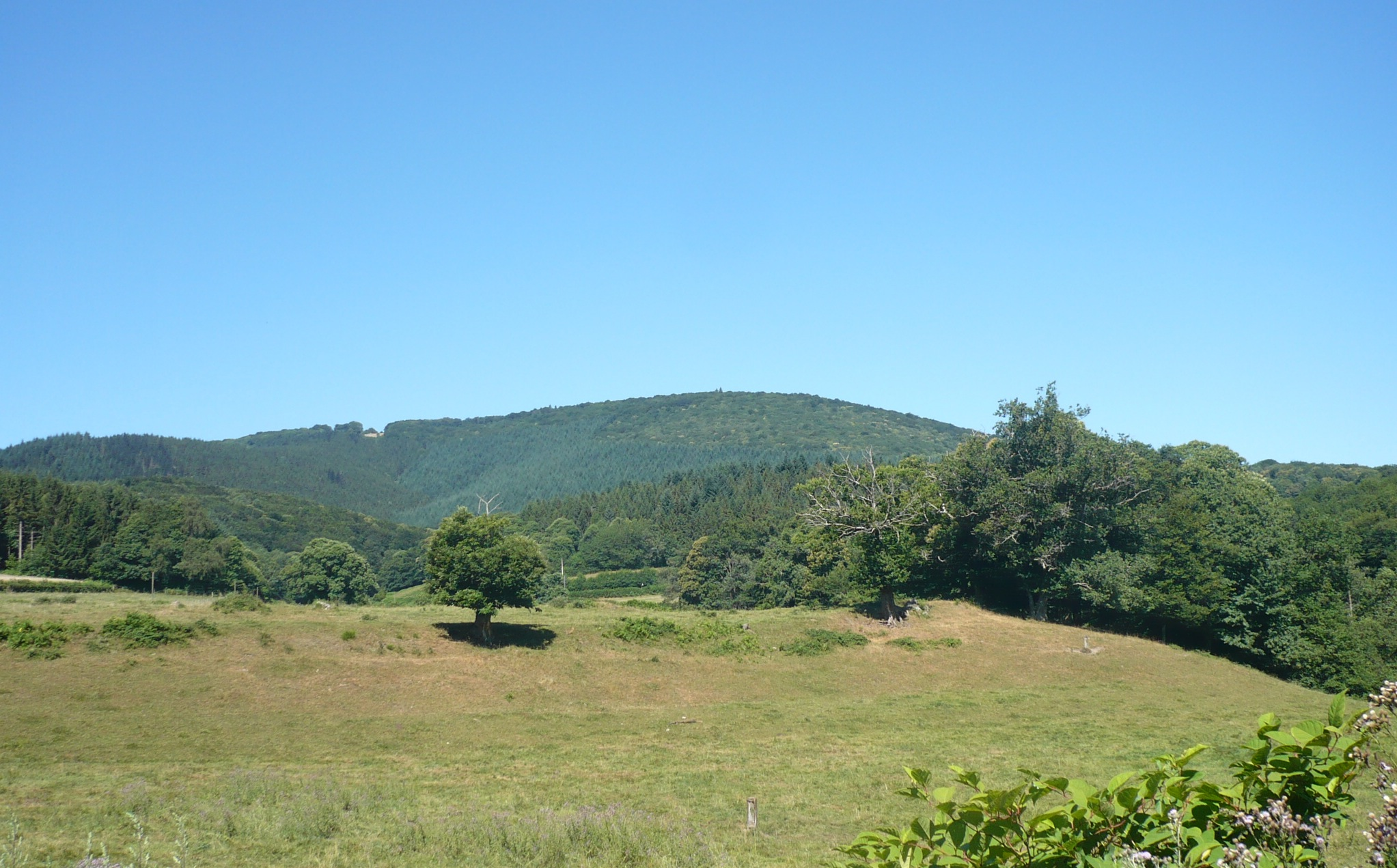
Blick auf den Mont Beuvray

Die Ausgrabungen an der Porte du Rebout förderten fünf Werke zutage, von denen das älteste die Anwesenheit von Menschen auf dem Mont Beuvray ab dem Neolithikum nachwies. Allerdings hat sich durch Datierungen herausgestellt, dass das Oppidum nicht vor dem Ende des 2. Jahrhunderts v. Chr. gegründet wurde. Auf einer Oberfläche von 200 Hektar wurde es durch den äußeren Befestigungswall geschützt. In der Folge wurde aus unbekannten Gründen ein zweiter, innerer Befestigungswall gebaut.
Die Haeduer erhielten den Status eines Freundes des römischen Volkes, wahrscheinlich gab es schon vor der Eroberung Galliens durch Caesar Kontakte mit römischen Kaufleuten. Der haeduische Fürst Diviciacus besuchte Rom im Jahr 61 v. Chr., wo er u. a. mit Cicero in Verbindung trat.
Der privilegierte Status der Haeduer führte dazu, dass Bibracte kaum unter der Eroberung Galliens durch Caesar litt. Im Jahr 58 v. Chr., bei Montmort, siegten Cäsars Armeen in der Schlacht bei Bibracte über die Helvetier und ihre Verbündeten (Tulinger, Latobriger, Rauriker, Boier, Verbigener). Nach den wahrscheinlich übertriebenen Angaben Caesars (De bello Gallico, 1, 29) hätten 368.000 Menschen, darunter 92.000 wehrfähige Männer, zu den Helvetiern und deren Begleitern (außer den Verbigenern) gehört. Nach der Schlacht seien 110.000 Überlebende gezählt worden. Die Verluste, auch unter den Zivilisten, wären demnach enorm gewesen.
Im Jahr 52 v. Chr. fielen die Haeduer von Caesar ab und schlossen sich dem Aufstand des Vercingetorix an, der in Bibracte von einer Versammlung des gallischen Volkes das Oberkommando über die gallischen Armeen erhielt. Trotzdem schonte Caesar nach seinem Sieg in Alesia die Stadt. Er ließ sich hier im Winter 52/51 nieder, um seine Commentarii de Bello Gallico zu schreiben. Diese Kommentare verraten unter anderem die Namen einiger hochgestellter Persönlichkeiten der haeduischen Aristokratie wie Dumnorix, Vergobret der Haeduer, und sein Bruder Diviciacus, ein Druide. Dumnorix war von Anfang an Cäsars erbitterter und konsequenter Feind, während Diviciacus wahrscheinlich Cäsars bester Freund und Verbündeter in Gallien war. Ferner nennt Cäsar Liscus (de bello Gallico 1, 16–18, viermal), der im Jahr 58 v. Chr. Vergobret war (de bello Gallico 1, 16, 5: in his … Lisco, qui summo magistratui praeerat, quem vergobretum appellant Haedui; d. h. unter diesen … Liscus, der das höchste Amt innehatte, welches die Haeduer Vergobret nennen).
Im 7. Buch des „Gallischen Krieges“, das das Jahr 52 v. Chr. behandelt, werden weitere haeduische Fürsten genannt: Convictolitavis, Cotus und sein Bruder Valetiacus, Eporedorix, Viridomarus und Litaviccus.
Convictolitavis, ein angesehener sich glänzend hervortuender junger Mann (Buch 7, 32, 4: Convictolitavem, florentem et inlustrem adulescentem) und Cotus, aus sehr alter Familie stammend, persönlich sehr mächtig und mit großer Verwandtschaft (Buch 7, 32, 4: Cotum, antiquissima familia natum atque ipsum hominem summae potentiae et magnae cognationis) wurden beide in ein sehr hohes, von Cäsar nicht namentlich genanntes Amt gewählt (Buch 7, 32, 3), was das Gemeinwesen der Häduer in sehr große Bedrängnis brachte. Deswegen kamen führende Persönlichkeiten der Häduer zu Cäsar, um ihn um Hilfe zu bitten (Buch 7, 32, 2: legati ad eum principes Haeduorum veniunt oratum, ut maxime necessario tempore civitati subveniat – „Fürsten der Häduer kamen als Gesandte zu ihm, um ihn zu bitten, dass er dem Volk in einem äußerst kritischen Anlass zu Hilfe komme“). Cäsar traf die Entscheidung, dass Cotus sein Amt niederlegen und Convictolitavis es behalten müsse (Buch 7, 33, 4: Cotum imperium deponere coegit, Convictolitavem, qui per sacerdotes more civitatis intermissis magistratibus esset creatus, potestatem obtinere iussit – „er zwang Cotus die Macht niederzulegen, dem Convictolitalis, der durch die Priester nach der Sitte des Volkes, da die Ämter zeitweilig nicht besetzt waren, befahl er, die Macht beizubehalten“).
Weiters nennt Cäsar Valetiacus, den Bruder des oben genannten Cotus (Buch 7, 32, 4: Cotum …, cuius frater Valeticus proximo anno eundem magistratum gesserit. „Cotus ..., dessen Bruder Valeticus im vorigen Jahr dasselbe Amt bekleidet hatte“).
Litaviccus stand an der Spitze einer Gruppe von jungen Häduern, die mit Vercingetorix gemeinsame Sache machen wollten, d. h. sich am Aufstand aller Gallier gegen Cäsar beteiligen wollten. Auch seine Brüder gehörten dazu. (Buch 7, 37, 1)
Die Stadt erreichte ihre Blütezeit in den Jahrzehnten nach dem Krieg. Der Geograph Strabon, der eine Generation nach Caesar schrieb, beschrieb Bibracte noch als befestigten Ort der Haeduer.
Um das Jahr 15 v. Chr., unter der Herrschaft des Augustus, wurde 25 km von Bibracte entfernt Autun (Augustodunum) gegründet. Bibracte wurde nach und nach von seinen Einwohnern verlassen. Die Kulte wurden jedoch weiterhin in den Tempeln und bei den Brunnen ausgeübt und die aristokratischen Häuser wurden weiterhin instand gehalten. Hauptsächlich werden zwei Hypothesen aufgestellt für die schrittweise Aufgabe der Stadt in einigen Jahrzehnten: Die Abwanderung kann ökonomischen Gründen geschuldet sein oder einer freiwilligen Integration in die römische Kultur; ein Teil der haeduischen Oberschicht, die bereits während des Gallischen Krieges prorömisch eingestellt war, registrierte mit Sicherheit die strategische Wichtigkeit der neuen Stadt, die an den Hauptverkehrsachsen lag. Außerdem wollten sie sich das römische Stadtmodell von Städten in der Ebene aneignen im Gegensatz zu einem mehr traditionellen Bevölkerungsteil, der noch einige Zeit am alten Ort blieb.
Aus Texten des 13. Jahrhunderts weiß man von einer Messe an jedem ersten Mittwoch im Mai. Im 15. und 16. Jahrhundert stand ein Kloster der Minoriten auf dem Beuvray.

### Einfluss und Macht des Oppidums
Gabriel de Mortillet schuf in seiner Klassifikation der antiken Völker den „typ beuvraisien“. Doch dieser Begriff ist heutzutage verschwunden. Von der Macht der haeduischen Hauptstadt berichten Caesars Kommentare über den Gallischen Krieg, die die zahlreichen Bündnisse der Haeduer mit den Nachbarvölkern herausstellen. Caesar erwähnt auch die Kriege der Haeduer gegen die Arverner und Sequaner um die Vorherrschaft über einen Großteil Galliens. Diese Erwähnung ist nicht unwichtig, da Rom mindestens seit dem zweiten Jahrhundert v. Chr. der Verbündete der Haeduer war, „ihren Blutsbrüdern“. Sie unterhielten Handelsverbindungen und Kriegsbündnisse: Im zweiten Jahrhundert vernichtete Rom eine Armee der Arverner und rettete so die Haeduer. 58 v. Chr. antwortete Caesar auf den Hilferuf der Haeduer gegen die Invasion der Helvetier in Gallien, die zum Gallischen Krieg führte.

Der Bund der Haeduer mit anderen keltischen Stämmen

Trotz dieser mächtigen Allianz mit Rom waren die Haeduer Teil eines Bundes keltischer Stämme:
- Ambarrer
- Aulerker
- Bellovaker
- Bituriger
- Brannoviken
- Parisier
- Segusiavi
- Senonen

Der Einfluss dieses Bundes erstreckte sich auf einen großen Teil Galliens.
Die Archäologen schätzen die Bevölkerung von Beuvray in ihrer Blütezeit auf 5000 bis 10.000 Einwohner.

#### Handel
In seiner „Histoire de la Gaulle“ (Die Geschichte Galliens) schrieb der Historiker Camille Jullian diese Zeilen über die Haeduer: „Bibracte, j'en suis sûr, fut le point de départ et le plus sûr garant de leur puissance. Autour de Bibracte circulaient des très bonnes routes, unissant les trois plus grands bassins de France.“ (Bibracte, da bin ich sicher, war ihr Ausgangspunkt und der sicherste Garant ihrer Macht. Rund um Bibracte verliefen sehr gute Straßen, welche die drei größten Flusstäler Frankreichs verbanden.). Die Wichtigkeit Bibractes erschließt sich, wenn man sich vor Augen hält, dass die Flüsse die schnellsten Verkehrswege dieser Epoche waren: Die römischen Waren kamen über die Rhone und anschließend die Saône, die Loire oder den Allier. Deshalb passierten die Waren das haeduische Gebiet, bevor sie auf die Loire oder die Seine trafen. Die Haeduer platzierten sich auf einem wichtigen Handelsknoten zwischen der keltischen und der römischen Welt: Der Mont Beuvray dominiert im Westen das Loiretal und im Osten das Tal der Saône. Die Haeduer versprachen die Verbreitung römischer Waren in Gallien seit dem zweiten Jahrhundert v. Chr. Ihren verbündeten gallischen Stämmen ermöglichten sie, von ihrem Handel mit Rom und mit den griechischen Kolonien wie Massilia zu profitieren. Dieser Handel wird nachgewiesen durch große Mengen von Amphoren und Keramiken, die aus Italien kamen und in Abfallgräben und Fliesenbelägen von Häusern gefunden wurden.
Darüber hinaus schufen die Haeduer ein Zollsystem, das die Produkte besteuerte, die durch ihr Land kamen. Dies mehrte ihren Reichtum, wie Caesar zu bezeugen scheint: „Dumnorix selbst sei es, von äußerster Verwegenheit, von großer Beliebtheit beim niederen Volke wegen seiner Freigiebigkeit und begierig nach Neuerungen (auf Umsturz sinnend). Mehrere Jahre habe er die Zölle und alle übrigen Einkünfte der Haeduer für einen geringen Preis gekauft (gepachtet) und zwar deswegen, weil, wenn er biete, niemand dagegen zu bieten wage.“ Weiterhin führten die Haeduer und Sequaner Krieg um die Kontrolle des Arar (heute Saône), denn wer den Fluss kontrollierte, konnte alle römischen und keltischen Produkte besteuern, die über den Flussweg in den Norden des Kontinents gebracht wurden.

#### Politik

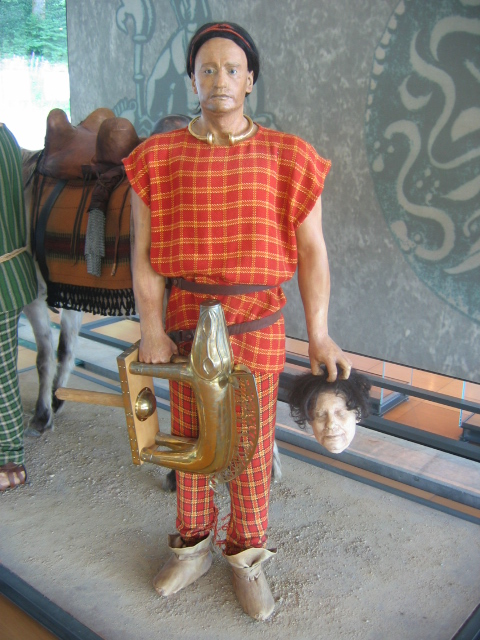
Der haeduische Aristokrat Dumnorix, Musée de la civilisation celtique, Bibracte

Von der Regierungsform der Haeduer um die Mitte des 1. Jahrhunderts v. Chr. weiß man durch verstreute Anmerkungen in Caesars Kommentaren zum Gallischen Krieg. An der Spitze des haeduischen Staates stand ein Senat, in dem nur ein Mitglied aus jeder aristokratischen Familie sitzen konnte. Das, was man heute die Exekutive nennt, führte der Vergobret aus, dieser oberste Magistrat besaß sein Amt für ein Jahr. In dieser Zeit war es ihm untersagt, das Stammesgebiet zu verlassen, so dass er die Armee nicht jenseits der Grenzen befehligen konnte. Diese Maßgabe, zusammen mit der Bestimmung, dass jede Familie nur eine Stimme im Senat haben durfte, sollte mit Sicherheit verhindern, dass ein Einzelner oder seine Familie die Zügel der Macht an sich rissen. Der Vergobret wurde öffentlich von einem Rat gewählt, der von den Druiden geleitet wurde. Der Vergobret schien auch die Rechtsprechung auszuüben, denn Caesar berichtet, er habe „das Recht über Leben und Tod seiner Mitbürger“. Schließlich nimmt man an, dass der Vergobret für die Gebietsverwaltung verantwortlich war. Wie die Verwaltung ausgeübt wurde, berichtet Caesar in einer Abhandlung über Druiden: „Und sie halten es für Sünde (wörtl.: für nicht Recht) es (das Gelernte) schriftlich aufzuzeichnen, (wörtl.: den Buchstaben anzuvertrauen), während sie doch in der Regel bei (allen) übrigen Dingen, bei Staats- wie Privataufzeichnungen sich der griechischen Schrift bedienen.“ Keine Ausgrabung fand bisher derartige Aufzeichnungen, da die mit Wachs beschichteten Holztäfelchen nicht lange haltbar sind.
Man weiß auch, dass die Druiden hohe Funktionen innehatten, da der Druide Diviciacus nach Rom kam um Hilfe zu erbitten gegen die von Ariovist geführte germanische Invasion, die im Sold der Sequaner standen. Nach dem Tod seines Bruders Dumnorix befehligte er außerdem die Kavallerie der Haeduer während des Gallischen Krieges. Also ist anzunehmen, dass die Druiden auch im Krieg hohe Positionen innehatten.

## Archäologische Forschung auf dem Mont Beuvray
Von 1865 bis 1895 begann Jacques Gabriel Bulliot, finanziert durch Napoleon III., mit den Ausgrabungen. Er konzentrierte sich auf das Handwerkerviertel rund um die Porte du Rebout.
Als leidenschaftlicher Historiker stellte der Kaiser große Grabungskampagnen auf die Beine, um für seine „Histoire de Jules César“ die Schauplätze des Gallischen Krieges zu finden. Das bescheidene „Hôtel des Gaules“, das den Forscher auf dem Grabungsplatz beherbergte, wurde inzwischen wiederaufgebaut. Joseph Déchelette, Neffe von Bulliot, übernahm seine Arbeiten von 1895 bis 1907. Er wurde während des Ersten Weltkriegs getötet, danach gerieten die Ausgrabungen in Vergessenheit.
1984 wurden die Arbeiten auf Antrieb von François Mitterrand wieder aufgenommen und ein europäisches Ausgrabungsprogramm aufgelegt. Ein 1989 gegründetes „Centre archéologique européen du Mont Beuvray“ fasst den Ausgrabungsplatz, das Museum und das Forschungszentrum in Glux-en-Glenne zusammen. Bei den Ausgrabungen arbeiten mehrere französische und ausländische Teams zusammen. Die Grabungen konzentrieren sich insbesondere auf das gallische Viertel nahe der Porte du Rebout, auf das große gallo-romanische Ensemble bei der Pâture du Couvent und auf die römische Wohnstatt im Parc aux Chevaux.
Spezialisten, Forscher und Professoren mit ihren Studenten aus ganz Europa treffen sich jeden Sommer in Bibracte, um verschiedene Teile der Stadt auszugraben. Aus Deutschland sind die Universitäten Kiel, Leipzig (Sabine Rieckhoff), Ingolstadt und Mainz vertreten, aus Österreich die Universität Wien (Otto Urban) und aus der Schweiz die Universität Lausanne. Weitere Experten kommen aus Belgien, Spanien, Polen, England, Ungarn, Italien, Slowenien und Tschechien. Jede Universität arbeitet an einem auf drei Jahre angelegten Projekt, dieses Projekt dreht sich derzeit um das Verständnis der Funktionsweise einer keltischen Stadt in der La-Tène-Zeit. Ihre Forschungen bestehen aus einigen Wochen Arbeit im Gelände, in der Folgezeit werden die Funde ausgiebig studiert und danach im Forschungszentrum gelagert.

### Die archäologischen Forschungstechniken auf dem Mont Beuvray
Die Grabungstechnik von Bulliot war rudimentär. Sie bestand daraus, unnatürliche Bodenerscheinungen zu beobachten. Dies erlaubte ihm, fast ohne Ausgrabungen einen Plan von der Stadtmauer zu entwerfen. Er benutzte diese Technik mit Hilfe von Armee-Topographen, die eine Serie von Karten dieses Terrains entwarfen. Nur die des Porrey-Viertels hat sich bis in unsere Tage erhalten.
In den letzten Jahren wurde im Porrey-Viertel die gleiche Technik benutzt, nur mit präziseren Werkzeugen wie Theodolit und GPS. Leider sind Untersuchungen per Luftbild oder elektromagnetische Untersuchungen wegen der Bodenbeschaffenheit und der Vegetation unmöglich. Diese Vegetation hat seit dem Ende der Bewirtschaftung und der Ausgrabungen von Déchelette zu einer Bewaldung des Hügels geführt. Eine teurere aber schnellere Technik wurde 2007 getestet: Die Lasertechnik. Sie durchdringt die Vegetation und enthüllt innerhalb weniger Minuten, wofür man normalerweise wochenlang graben müsste. Diese Arbeiten haben zum Ziel, einen kompletten Stadtplan zu entwickeln und die Topographie des Ortes zu archivieren. Eine umfangreiche Grabungskampagne seit 2022 öffnet weitere Areale und erstellt Rekonstruktionen an verschiedenen Stellen (auch die wiederhergestellte Porte du Rebout wird in diesem Zuge umgestaltet).

## Die Organisation des Oppidums
Die von Bulliot und Déchelette geleiteten Forschungen am Ende des 19. und Anfang des 20. Jahrhunderts deckten die Aufteilung der Stadt nach Vierteln auf. Im Ganzen folgen die Bauten einer Hauptstraße, die von der Porte du Rebout zu den Grandes Portes führt. Dieser Stadtplan unterscheidet sich von Oppida wie Manching, die eine gleichmäßige Aufteilung in Parzellen aufweisen. Die ungleichmäßige Anlage von Bibracte erklärt sich durch sein Terrain, das drei Gipfel umschloss, von denen einige Abhänge steil abfallen.
Seit 1984 scheinen die Grabungen die Hypothesen von Bulliot und Déchelette im Groben zu bestätigen, wenngleich sich hier und da einige kleine Änderungen ergeben.

### Die Stadtmauern

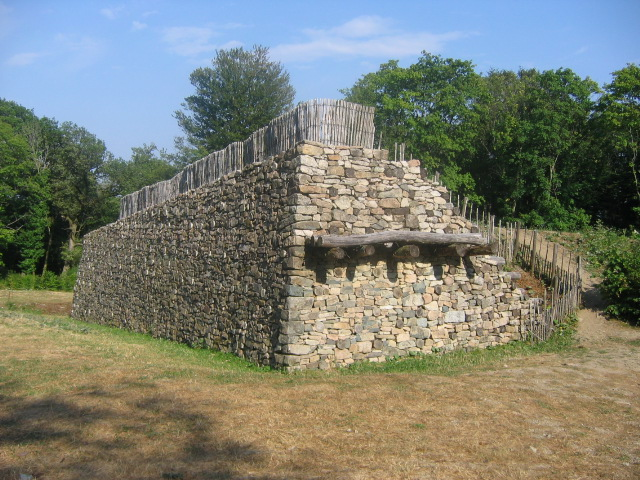
Die Porte du Rebout, Wiederherstellung eines Murus Gallicus

Bibracte wurde von mächtigen Mauern des Typs Murus Gallicus geschützt. Dank der Ausgrabungen konnte ihre Geschichte rekonstruiert werden: Es folgten zwei Umwallungen aufeinander, eine innere und eine äußere Mauer. Die innere Mauer wurde mindestens fünf Mal instand gesetzt; dies haben Forschungen an der Porte du Rebout ergeben. Erstaunlicherweise wurde die innere Mauer nach der äußeren gebaut. Die Stadt verkleinerte so ihre Fläche von 200 Hektar auf 135 Hektar.
Die erste von Bulliot entdeckte Umwallung ist ein Murus Gallicus, sie war 5 km lang und grenzte eine Fläche von 135 Hektar ein. Man schätzt, dass für den Bau der Mauer 10.000 Raummeter Holz, zwischen 10.000 und 20.000 Kubikmeter Erde und ca. 30 Tonnen Eisen benötigt wurden. Die zweite Umwallung, die außerhalb der ersten liegt, wird seit 1992 archäologisch erforscht. Die Untersuchungen ergaben, dass die Mauer eine Höhe von 4 bis 5 Metern ohne Mauerkrone hatte, deren Ausgestaltung bis heute unbekannt ist (Palisaden, Türme?). Auf einer Länge von sechs bis zehn Metern war ihr ein zwei bis vier Meter tiefer Graben vorgelagert. Die Mauer war ein Murus Gallicus; sie wurde abgerissen, weil das Material für den Bau der inneren Mauer gebraucht wurde. Die Datierung dieses Ereignisses ist ungenau, es soll im zweiten Jahrhundert v. Chr. geschehen sein. Auf Höhe des Hügels Porrey wurde eine Ausfallpforte entdeckt, die einzige bekannte Ausfallpforte für Befestigungen des Typs Murus Gallicus.

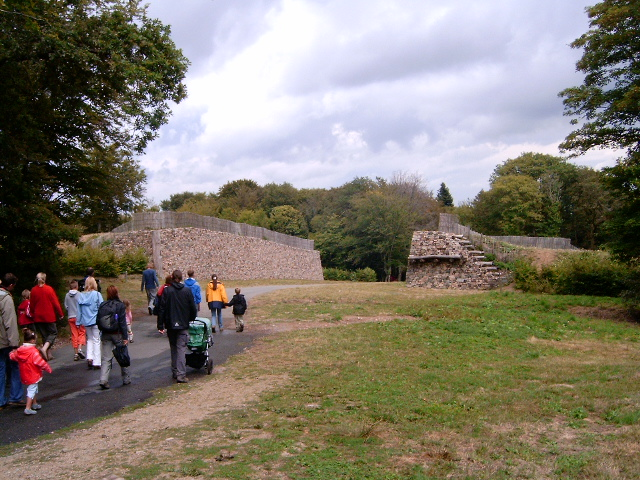
Die Mauern von Bibracte

Die Mauer wird durch etwa 15 Tore unterbrochen, darunter die berühmte Porte du Rebout (20 Meter breit und 40 Meter tief). Sie war der erste Fund von Bulliot, der hier neun Wochen arbeitete, und sie war die erste Baustelle der neueren Grabungen, die 1984 begannen und an die sich 1986 die Forschungen an den angrenzenden Gräben anschlossen. Diese Arbeiten haben in einer Palisade fünf Instandsetzungen nachgewiesen. Diese Palisade wurde ab 1996 nachgebaut und markiert nun den Eingang des Oppidums. Bis heute hat man noch nicht herausgefunden, wie die Tore geschlossen wurden, ebenso wurden keine Defensivgeschütze gefunden. Einige vermuten ein Doppeltor, das von einem Wachturm aus Holz überragt wird, diese Konstruktion ist vom Oppidum in Manching bekannt. Bis jetzt hat jedoch nichts diese Vermutung bestätigen können.
Seit 2005 konzentrieren sich die Forschungen auf eine Befestigungslinie unterhalb der Porte du Rebout. Datierungen deuten darauf hin, dass dieses Werk nach der Porte du Rebout entstand und somit eine Verstärkung der Befestigung darstellt. Dies wird in den nächsten Grabungskampagnen untersucht. Gleichzeitig wurden zwischen den zwei Stadtmauern Gräber von Aristokraten entdeckt.

### Das Handwerkerviertel in Côme Chaudron und Champlain
Die Côme Chaudron und Champlain genannten Viertel liegen in der Nähe der Porte du Rebout. Die Ausgrabungen seit 2000 deckten dort ein Viertel auf, das geprägt ist von Metallarbeiten und Unterkünften für Handwerker. Die Arbeit an diesen Metallen scheint sehr spezialisiert gewesen zu sein, man findet hier Schmiede, Bronzegießer, Goldschmiede, Münzprägestätten und Emailhersteller, deren Werkstätten bereits von Bulliot markiert wurden. Die Ausgrabungen auf dem Beuvray auf Höhe des Champlain und auf den Bergen der Umgebung decken nach und nach Minen auf. Hier wurden Metalle gefördert wie Gold, Eisen und Zinnerz. Diese Forschungen werden fortgesetzt und sie werden versuchen, die Metallschmelzen außerhalb des Oppidums zu entdecken. Betrachtet man die Spezialisierung der Werkstätten in Bibracte, so ist wahrscheinlich, dass die Metalle in Barrenform in die Stadt kamen, somit wurden die Barren außerhalb der Stadt gegossen.
Ein anderes Handwerkerviertel wurde auf einem der Gipfel gefunden: Dem Pierre de la Wivre; ein Gebiet, das von Bulliot und Déchelette nur wenig erforscht wurde. Dieses Viertel wird das Objekt zukünftiger Ausgrabungen sein.

### Die Wohnungen

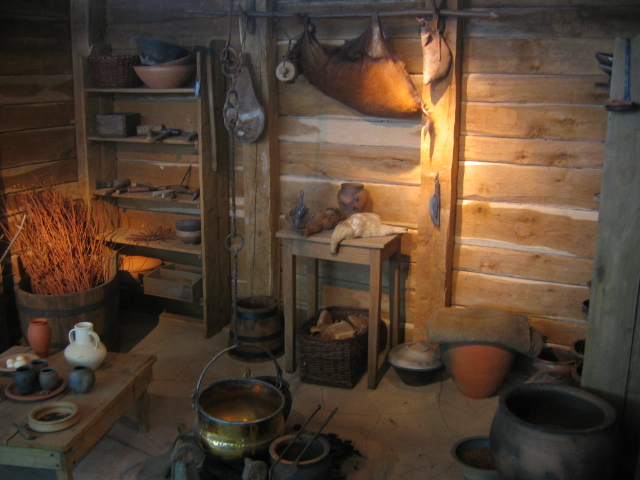
Hypothetische Rekonstruktion einer gallischen Wohnung, Bibracte, Musée de la civilisation celtique

Die gallischen Häuser wurden überwiegend aus Holz und Erde gebaut, Steine wurden nur selten verwendet, sie wurden für die Stadtmauern benötigt. Da sich Holz schlecht erhält, weiß man wenig über ihre Bauweise. Im Viertel Parc aux Chevaux fand man Steinkonstruktionen, Häuser von Aristokraten. Auf Höhe der Pâture du Couvent wurde ein Haus mit Säulen entdeckt, es handelt sich mit Sicherheit um ein öffentliches Bauwerk, vermutlich wurde es kurz nach dem Gallischen Krieg errichtet.

### Parc aux Chevaux
Das „Parc aux Chevaux“ genannte Plateau liegt im Zentrum des Mont Beuvray. Dort wurden während des 19. Jahrhunderts mehrere römische Häuser aus Stein ausgegraben, insbesondere das Haus PC1 (so getauft von Bulliot). Dieses Haus entwickelte sich von einer durch den römischen Baustil inspirierten Holzkonstruktion in ein echtes Domus mit Atrium, Impluvium, Portiken und sogar Thermen, die von einem Hypocaustum geheizt wurden. Außerdem existierte ein Abwassersystem. Im Endausbau maß das Haus 55 Meter × 67 Meter und bedeckte eine Oberfläche von 3500 m², das ist ungefähr vier Mal so groß wie die Domus, die man in Pompeji gefunden hat. Es gab schätzungsweise 15 Domus in diesem Bezirk, wie z. B. das PC2: Es war viel kleiner als das PC1 und stand ihm gegenüber auf der anderen Seite der Hauptstraße. Auch Häuser wie das PC33 vom Typ Villa Rustica wurden hier gefunden. Man weiß jedoch nicht mit Sicherheit, ob es sich hier ausschließlich um ein Wohngebiet für die Elite handelte, denn Ausgrabungen haben auch Schmieden in der Nähe der Domus entdeckt.

### Das Becken und seine Umgebung

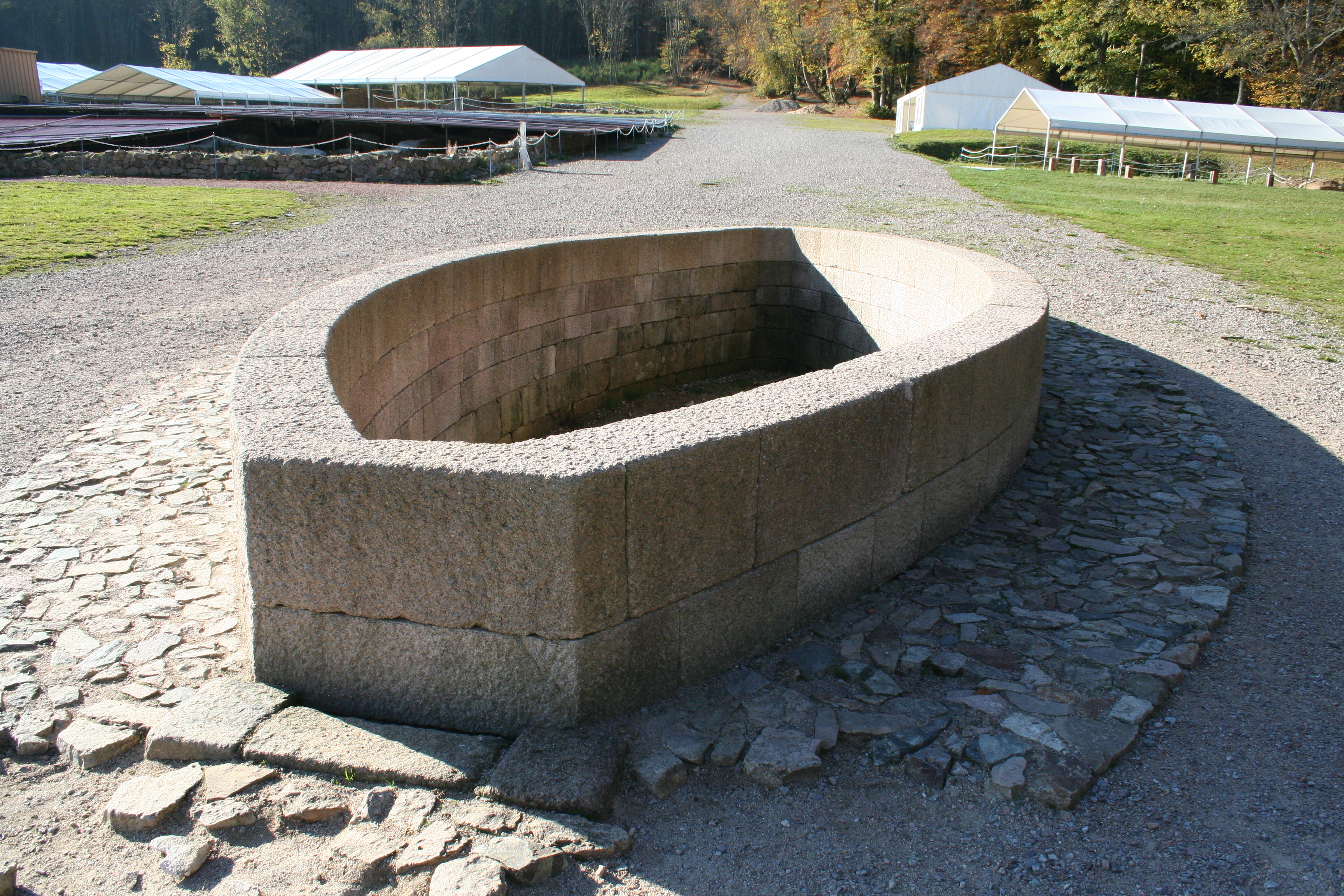
Monumentales Becken in Bibracte (Rekonstruktion)

In der Mitte der Hauptstraße, auf Höhe der Pâture du Couvent, steht ein rekonstruiertes Becken aus rosa Granit. Die transversale Ausrichtung des Beckens korrespondiert zum Sonnenaufgang der Wintersonnenwende und zum Sonnenuntergang der Sommersonnenwende. Das Wasser floss, einem Kanal folgend, durch den Nordeingang ab. Die Versorgung des Beckens mit Wasser wurde noch nicht entdeckt:
Der Gebrauch des Beckens ist noch unbekannt: Heiliger Ort der Stadtgründung? Wasserkult? Einigen Spezialisten zufolge ist die Art der Granitbearbeitung ungewöhnlich und beruht auf Bearbeitungstechniken von Kalk aus dem Mittelmeerraum. Die Haeduer haben ohne Zweifel ausländische Hilfe für die Bearbeitung des Beckens geholt. All dies weist darauf hin, dass dieses Becken nicht zur keltischen Bauart zu zählen ist.
In der Nähe des Beckens fand man viele Keller und öffentliche Gebäude, die große Mengen von Getreide und von aus dem Mittelmeerraum importiertem Wein lagerten. Einer der Keller aus Holz wurde kürzlich rekonstruiert. In diesen Gebäuden sammelten die Haeduer ihre Ernten und ihre Importe.

### Kultorte

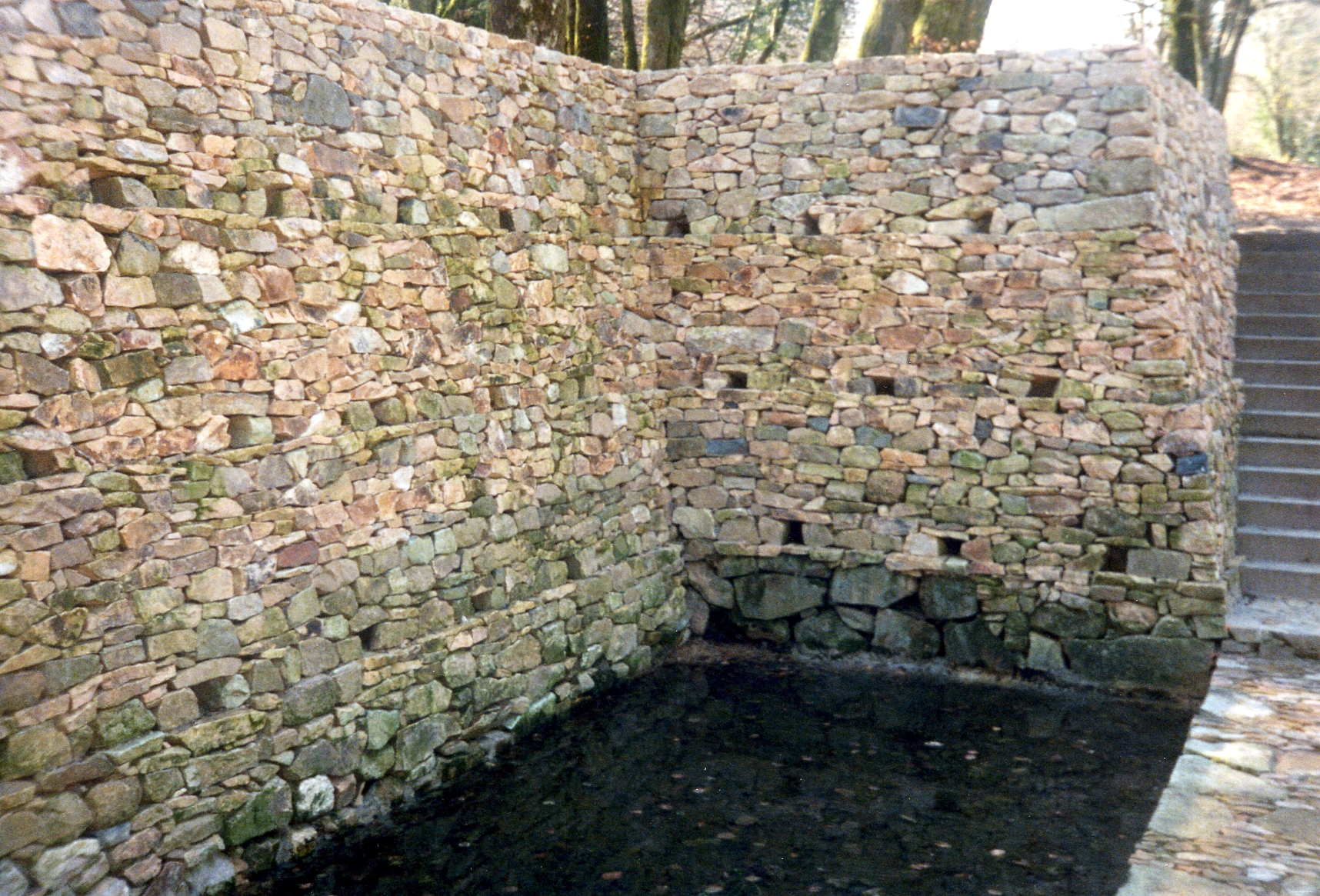
Restauration des Brunnens Saint-Pierre

Das Oppidum von Bibracte zählte in der gallischen oder gallorömischen Zeit zehn Quellen und fünf Brunnen. Der Brunnen Saint-Pierre war ein Kult- und Wallfahrtsort, man fand darin Geldstücke und Votivtafeln. Auf dem Gipfel des Berges wurde ein keltischer Kultplatz (nemeton) von einem Hektar Größe aufgedeckt, er war umgeben von einer Palisade und von konzentrischen Kreisen. Unter der heutigen Kapelle aus dem 19. Jahrhundert entdeckte man bei den Ausgrabungen von 1988 einen galloromanischen Tempel. Die Aufgabe der Stadt vor der Christianisierung hat die Menschen nicht davon abgehalten, weiterhin zu diesen Orten zu pilgern.

### Nekropole
Die Nekropole liegt auf dem heutigen Museumsparkplatz. Während des Baus des Museums und der Straße wurden hier Ausgrabungen durchgeführt. Auf einer Fläche von 1,5 Hektar fand man 70 Gräber (Feuerbestattungen), zu ihnen gelangte man durch einen Eingang im Osten. Südlich davon fand man einen Platz für die Einäscherung der Toten. Weitere Urnen wurden unterhalb der Porte du Rebout gefunden, dies sind mit Sicherheit die Reste einer aristokratischen Familie. Weitere Friedhöfe müssen sich entlang der Zufahrtswege in die Stadt befinden (so wie es oft der Fall war in dieser Epoche), aber sie wurden noch nicht ausgegraben.

## Ein Schaufenster in die keltische Welt

### Le musée de la civilisation celtique (Museum der keltischen Zivilisation)

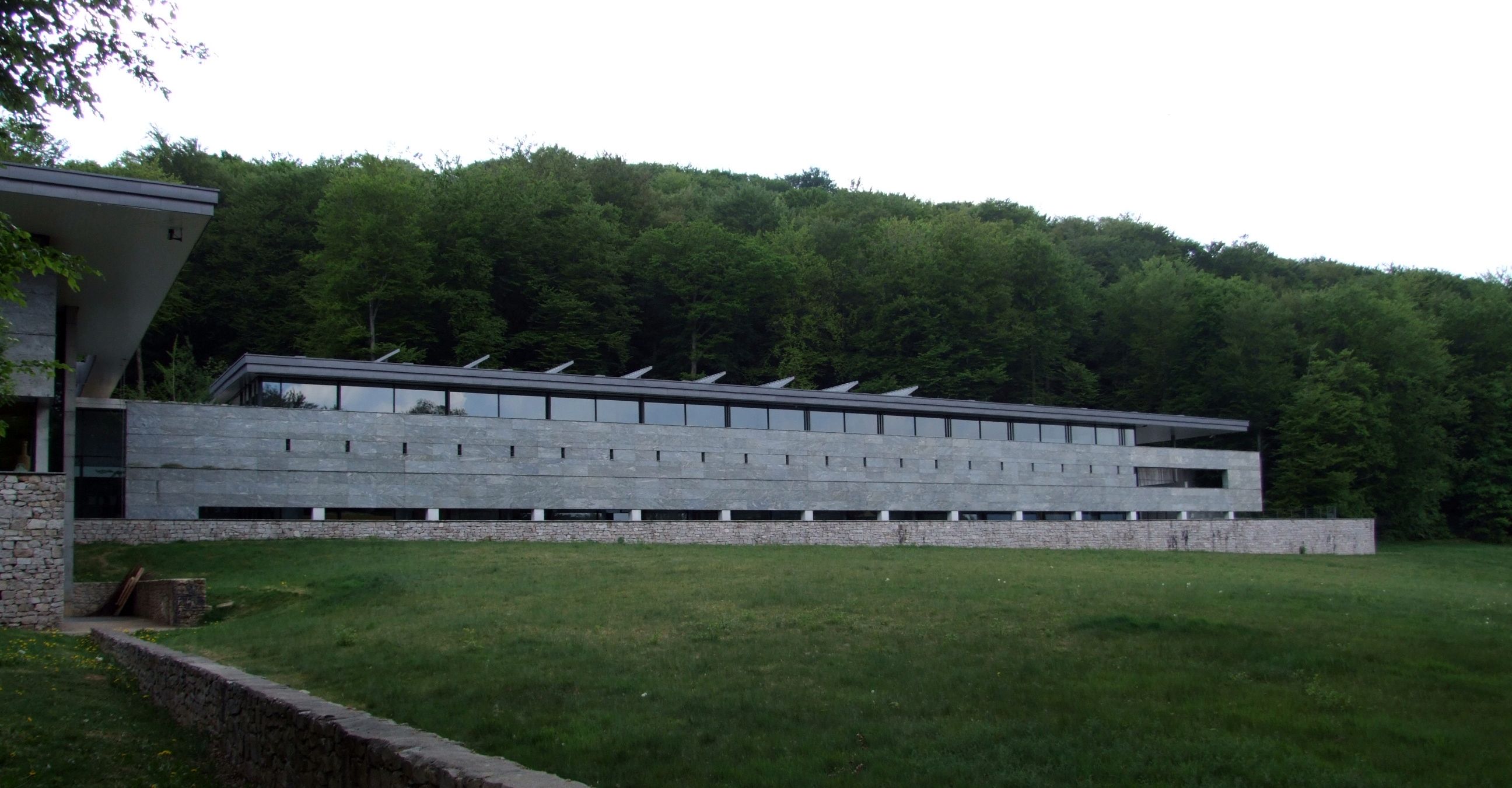
Das Museum der keltischen Zivilisation in Bibracte

Das Gelände beherbergt das „Musée de la civilisation celtique“, es wurde 1996 eröffnet. Das Museum besitzt wenig eigene Ausstellungsstücke, viele Objekte sind Leihgaben von anderen Museen, so konnte man hier schon den Kalender von Coligny und den Kessel von Gundestrup bestaunen.
Die 2000 m² Ausstellungsfläche verteilen sich auf zwei Stockwerke. Die erste Etage zeigt Bibracte im Gesamtzusammenhang der europäisch-keltischen Kultur. Der Großteil der Objekte behandelt folgende Themen: Krieg, das Zeitalter der Oppida, Handel mit dem Mittelmeerraum, Landwirtschaft.
Das Erdgeschoss ist dem Leben der Haeduer in Bibracte gewidmet: Gegenstände des täglichen Lebens, Schmuck, Urnen und Werkstätten werden hier rekonstruiert oder ausgestellt. Außerdem werden audiovisuelle Vorführungen und Animationen zu pädagogischen Zwecken geboten.

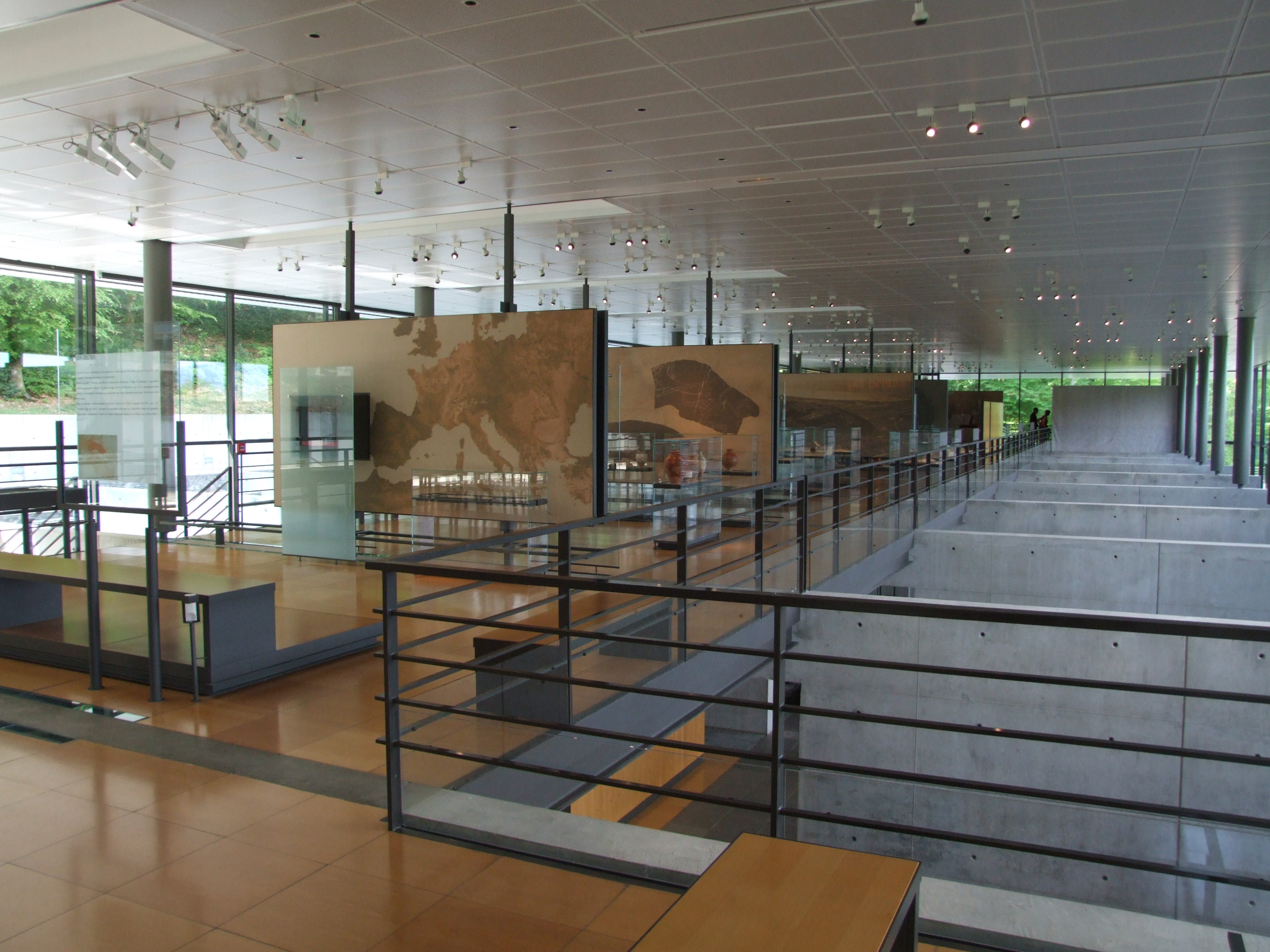
Die Sammlungen des Museums in Bibracte

Im Sommer finden temporäre Ausstellungen statt, die es ermöglichen, die Kenntnisse der Archäologie, im Speziellen auf dem Gebiet der keltischen Welt, zu vertiefen.

### Centre de Recherche (Forschungs- und Dokumentationszentrum)
Das Centre de Recherche wurde 1994 eröffnet. Es steht vier Kilometer entfernt von Beuvray in der Gemeinde Glux-en-Glenne (Département Nièvre). Es enthält eine der wichtigsten Bibliotheken über die keltische Welt, sie wird regelmäßig von europäischen Forschern beliefert. Außerdem findet man hier ein Lager mit archäologischen Objekten und die Verwaltung des Parc archéologique.

## Dokumentationen
- Auf Roms Spuren: Bibracte - Galliens vergessene Hauptstadt. Dokumentation. zdfinfo, abgerufen am 26. Dezember 2023 (RMC Productions 2021, Copyright der Synchronfassung ZDF 2022. Ein Film von Vincent Basso-Bondini. Unter Mitwirkung von Prof. Pierre Nouvel, Vincent Guichard, Dr. Matthieu Thivet, Prof. Sophie Krausz, Dr. Sandra Zanella, Oriane Rousselet, Dr. Andrea Fochesato, Dr. Francois Blondel, Beatrice Cauvet und Dr. Valérie Taillandier).